# Hoken 2 (Quedlinburg)

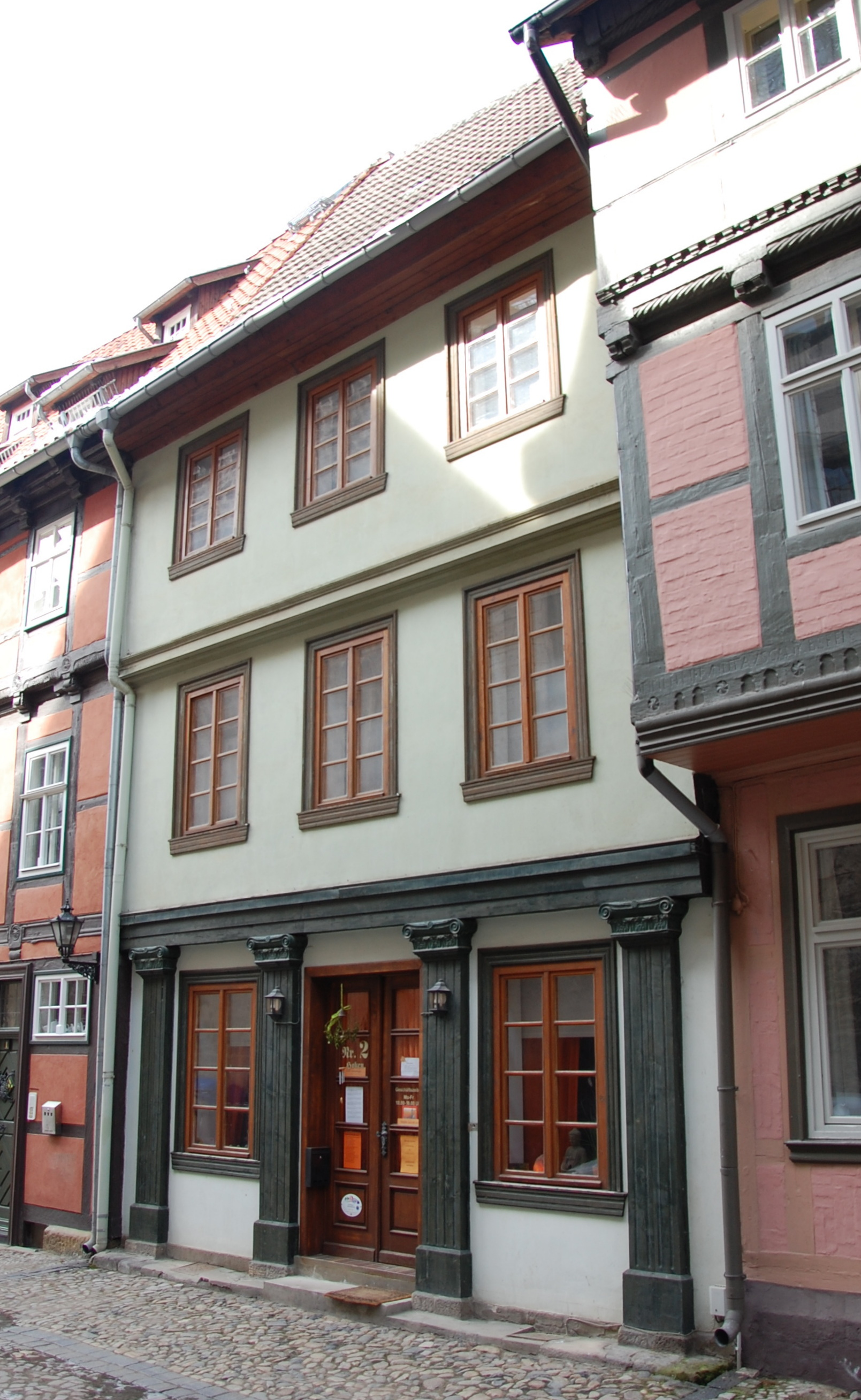
Haus Hoken 2, Ostseite

Das Haus Hoken 2 ist ein denkmalgeschütztes Gebäude in der Stadt Quedlinburg in Sachsen-Anhalt.

## Lage
Es steht westlich des Quedlinburger Rathauses nördlich des Marktplatzes der Stadt. Die westliche Traufseite ist der Marktstraße, die östliche der Straße Hoken zugewandt. Das Gebäude ist Teil des UNESCO-Weltkulturerbes und im Quedlinburger Denkmalverzeichnis als Wohnhaus eingetragen. Südlich grenzt das gleichfalls denkmalgeschützte Haus Hoken 1, nördlich das Haus Hoken 3 an.

## Architektur und Geschichte
Das dreigeschossige Fachwerkhaus entstand in der Zeit des Barock um 1720. Die westliche Fassade wurde verputzt und im Klassizismus neu gestaltet. Auf der Ostseite kragte das zweite Obergeschoss vor. Um 1890 wurde ein Ladengeschäft eingefügt und mit einer Pilastergliederung verziert.